# 釜口橋 (富士川)

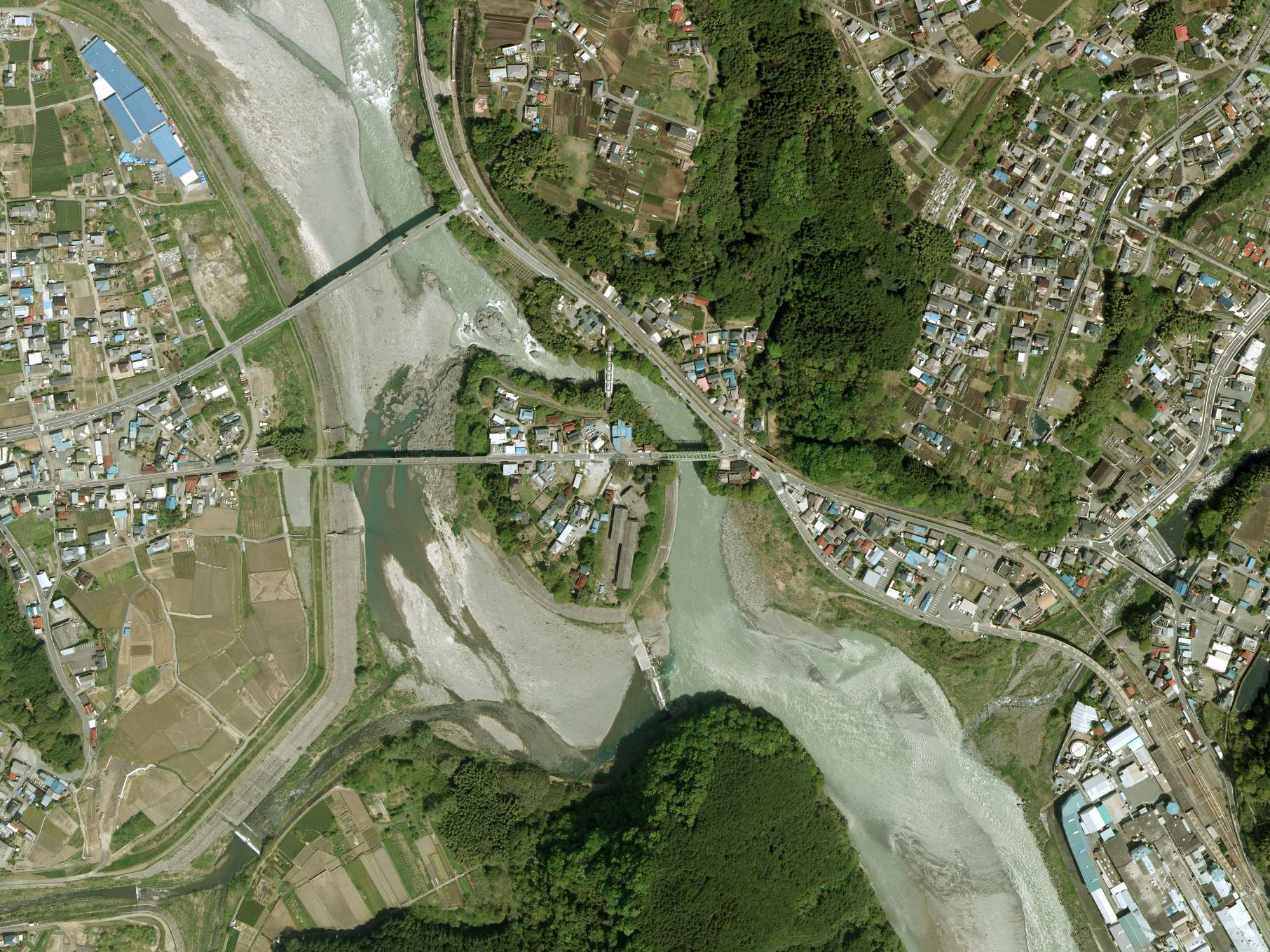
釜口峡周辺の空中写真
中央が瀬戸島でその北東の狭窄部が釜口峡。狭窄部を東西に横断している橋が釜口橋、南北に縦断している橋が釜口サイフォン橋である。

釜口橋（かまぐちばし）静岡県富士宮市にある橋。富士川に架かる橋としては一番短い橋である。
ここでは釜口橋の北にある日本軽金属が架橋した釜口サイフォン橋についても説明する。

## 概要
眼下に富士川水運最大の難所と呼ばれていた釜口峡があり、対岸と渡し船で渡るのが非常に困難な場所であった。一方で川幅が他の地点と比べて非常に狭かったことから古くから川の東側と中間点にある瀬戸島の間に吊り橋などで架橋が行われていた。しかし架けられた吊り橋は非常に不安定であり、その厳しさは富岳紀行や歌川広重 『富士川上流雪中の図』、長崎大学付属図書館に所蔵している絵画でも伺うことが出来る。1608年（慶長13年）に徳川家康が富士山本宮浅間大社を参拝する際釜口橋を渡っているが、この際は板橋を架設し渡河している。吊り橋はたびたび落橋しているが、瀬戸島の西の対岸の間も銚子の口と呼ばれる難所であり、瀬戸島の住人にとって生活に必要な橋であることからすぐに再架設されていた。
明治時代になると針金で結んだものになったが、1918年（大正7年）に歩兵第60連隊が橋を渡ろうとしたところ落橋し、7人の死者を出すなどその厳しさは相変わらずであった。1951年（昭和26年）に現在のトラス橋に架け替えられ、ようやく安心して渡ることができるようになっている。

## 諸元
- 橋長：72m
- 幅員：5.5m（車道部）
- 路線名：静岡県道75号清水富士宮線
- 車線数：2車線

## 釜口サイフォン橋
釜口サイフォン橋（かまぐちサイフォンばし）は日本軽金属が富士川第二発電所の送水用に富士川の釜口峡上に架けた水道橋である。1942年（昭和17年）完成。全長53.3mで銀色のトラス橋の中に管径5.5mの水道管が通っている。
日本軽金属がアルミニウムを精製する際安定した大量の電気を必要としたことから発電事業を進めていたが、山梨県南巨摩郡南部町にある富士川第一発電所で使われた水を効率よく静岡市清水区にある富士川第二発電所へ送るために作られたものである。